# 葛葉駅
葛葉駅（くずはえき）は、かつて福岡県北九州市門司区西海岸にあった、日本国有鉄道（国鉄）鹿児島本線の貨物駅（廃駅）である。1986年（昭和61年）11月1日に廃駅となった。

## 歴史
- 1930年（昭和5年）4月1日：開業[1]。貨物駅[1]。
- 1986年（昭和61年）11月1日：廃止[1]。

## 構造
門司港駅から門司駅に向かって下り列車進行方向に対し、本線の右側（西側）に駅設備を有していた。門司港駅と葛葉駅の間には、複線の本線以外に独立した単線の小運転線が設けられており、票券閉塞で保安されていた。門司駅側からも、本線から分岐して葛葉駅構内に進入できる配線となっていた。この葛葉駅構内を通り抜けて門司埠頭方面への本線が通っていた。
葛葉駅には石炭荷役設備が設けられていた。筑豊炭田の石炭の積み出しは、多くが若松駅に占められており、門司地区からは石炭を燃料とする船に供給する目的が主であった。1929年（昭和4年）に石川島造船所製の大型ガントリークレーンを設置していた。
一方葛葉駅から出荷される貨物は、浅野セメント門司工場から出荷されるセメントが主であった。1931年（昭和6年）当時の記録では、門司工場の年間生産量の多くは輸出用で、国内用のものも船舶で発送されるものが多く、鉄道で発送されるのは九州内向けなど限られた量で、年間5万3000トン程度であった。

## 隣の駅
日本国有鉄道
鹿児島本線
門司港駅 - 葛葉駅 - 門司駅